# Vodník v kultuře

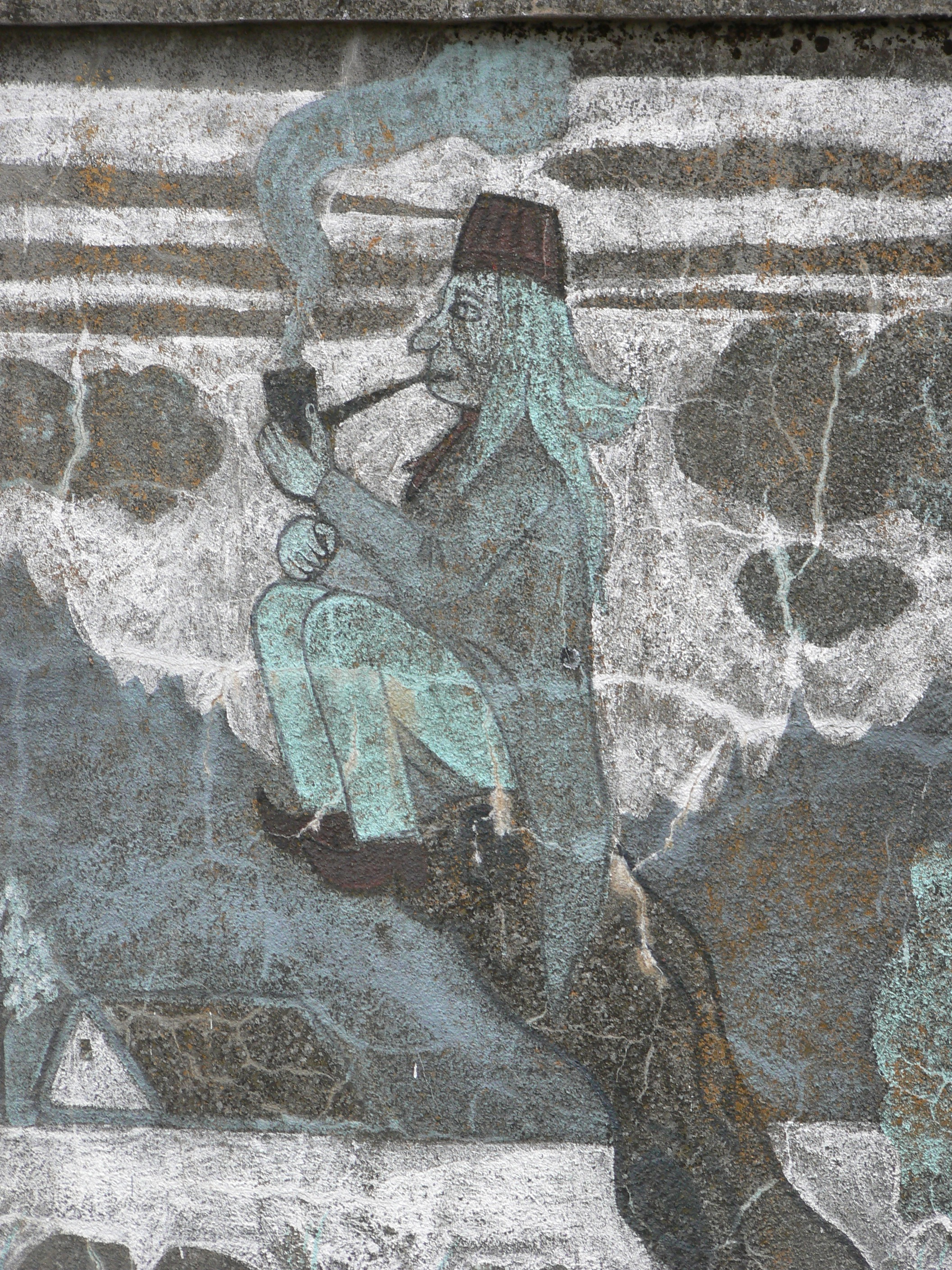

Vodník patří k častým postavám v lidových pověstech a pohádkách, a dílech z nich vycházející populární kultury.

## Vodník v české kultuře

### Hudba
- lidová píseň "Holka modrooká, nesedávej u potoka"
- Zdeněk Fibich: Vodník (melodram)
- Antonín Dvořák: Vodník (zhudebněná báseň), Rusalka (opera)
- Vítězslav Novák: Lucerna, operní podoba stejnojmenné divadelní hry Aloise Jiráska, vystupují zde dva vodníci, starý Ivan a mladý Michal
- Jaroslav Ježek, Jiří Voskovec & Jan Werich: Tragédie vodníkova, píseň

### Film
- Karel Lamač: Lucerna – němá filmová podoba stejnojmenné divadelní hry Aloise Jiráska z roku 1925, vystupují zde dva vodníci, starý Ivan a mladý Michal
- Karel Lamač: Lucerna – zvuková filmová podoba stejnojmenné divadelní hry Aloise Jiráska z roku 1938, vystupují zde dva vodníci, starý Ivan a mladý Michal
- Ivo Paukert: Hastrman – režisérův studentský film z roku 1955
- Josef Kábrt: Tragédie vodníkova – československý animovaný film z roku 1958
- Alexandr Zapletal: O vodníku Česílkovi – československý animovaný televizní seriál vysílaný jako Večerníček
- František Filip: Lucerna – televizní filmová podoba stejnojmenné divadelní hry Aloise Jiráska z roku 1967, vystupují zde dva vodníci, starý Ivan a mladý Michal
- Ladislav Čapek: O loupežníku Rumcajsovi - televizní seriál, 1967
- Václav Vorlíček: Jak utopit dr. Mráčka aneb Konec vodníků v Čechách – pohádková komedie o rodině pražských vodníků z roku 1974, kteří se snaží přežít ve velkoměstě
- Jan Schmidt: Vodník a Zuzana – slovenský televizní film z roku 1974, vodník se zamiluje do krásné dívky Zuzany
- Jiří Menzel: Na samotě u lesa – film 1976, mlynář vyprávějící pověst o vodníkovi, který pomohl mlynáři v boji proti místní vrchnosti, "která se každému líbí".[zdroj?]
- Věra Jordánová: Panenka z vltavské tůně – televizní pohádka z roku 1976, vodníkova dcera z pražského Podskalí se zamiluje do mládence
- Libuše Koutná: Floriánkovo štěstí – televizní pohádka z roku 1977
- Libuše Koutná: Hastrmanská povídačka – televizní pohádka z roku 1979
- Václav Vorlíček: Arabela – televizní pohádkový seriál z roku 1979
- Ludvík Ráža: Pohádka o mokrosuchém štěstí – televizní pohádka o celé vodnické rodině z roku 1981
- Stanislav Látal: Vodník Čepeček, animovaný televizní seriál z roku 1985
- Svatava Simonová: Vodník v pivovaře, televizní pohádka z roku 1985
- O Kubovi a Stázině, též Jak ševci zvedli vojnu pro červenou sukni – kreslený film (1988–1989) zpracovaný též jako Večerníček,[1] na motivy Václava Čtvrtka
- Vlasta Janečková: O zrzavé Andule – televizní pohádka z pražské Malé Strany z roku 1988
- Zdeněk Troška: Princezna ze mlejna – český film z roku 1994, vodník se uchází o ruku mlynářovy dcery
- Vlasta Janečková: Vodnická čertovina – televizní film z roku 1995
- Václav Vorlíček: Jezerní královna – česko-německý film z roku 1998, v Labutím jezeře žije vodnický manželský pár
- Pavel Kubant: Bubáci a hastrmani – šestadvacetidílný televizní animovaný seriál na námět z díla Josefa Lady z roku 1999[2]
- František Filip: O bojácném Floriánkovi – český film z roku 1999, bojázlivý vodnický synek se uchází o nevěstu
- Zdeněk Troška: Princezna ze mlejna 2 – český film z roku 1999, vodník se stále ještě uchází o mlynářovu dceru
- Vít Olmer: Trampoty vodníka Jakoubka – televizní film z roku 2005
- Karel Janák: Škola ve mlejně – televizní film z roku 2007, škola pro mladé vodníky
- Miloslav Šmídmajer: Peklo s princeznou – český film z roku 2009, vodník pomáhá princezně vyzrát nad Luciferem
- Jaroslav Hovorka: Vodník a Karolínka – televizní film z roku 2010, mladý vodník se zamiluje do venkovského děvčete
- Radek Bajgar: Neviditelní - televizní seriál z roku 2014, komedie o vodnících žijících v utajení mezi obyčejnými lidmi.
- Ondřej Havelka: Hastrman – film z roku 2018 dle stejnojmenného románu Miloše Urbana

### Divadlo
- Lucerna – divadelní hra Aloise Jiráska, vystupují zde dva vodníci, starý Ivan a mladý Michal
- Vodník Čochtan – muzikál Divotvorný hrnec
- O bojácném Floriánkovi – divadelní hra Zdeňka Kozáka
- Rusalka – opera Antonína Dvořáka a Jaroslava Kvapila

### Výtvarné umění
- Josef Lada - mezi nejproslulejší obrazy tohoto malíře patří četná vyobrazení dobráckého vodníka, pokuřujícího na vrbě
- Emil Posledník: Vodník Venca - kreslený seriál o trpasličím vodníkovi[3]